# 娥摩拉罪惡之城
《娥摩拉罪惡之城》（義大利語：Gomorra）是一部2008年的電影作品，為義大利導演馬提歐·加洛尼執導的劇情長片，故事根據作家羅貝托·薩維亞諾於2006年所寫的小說《娥摩拉》改編，薩維亞諾本人也參與劇本創作。本片獲選為第61屆坎城影展正式競賽片，並獲得評審團大獎。

## 劇情
義大利南方坎帕尼亞大區拿波里省與卡塞塔省某個黑手黨勢力盤據的城鎮，13歲幫忙黑幫送貨的少年、在有毒廢物處理公司工作的青年、仿製名牌成衣的裁縫師、遊走各黑幫勢力間收取保護費的退休男子、兩個鎮日沉迷於黑幫幻想的少年，五段故事交織發生，描繪該地區人民的日常生活。

## 獎項與提名
《娥摩拉罪惡之城》在坎城影展首映時，許多影評極為讚賞本片，並獲得評審團大獎；義大利也選定本片參加奧斯卡最佳外語片獎，但並未獲得提名；不過本片獲得金球獎最佳外語片提名。本片在歐洲電影獎獲得五個獎項，包括最佳影片、最佳导演、最佳编剧、最佳男主角。
而於義大利電影金像獎，《娥摩拉罪惡之城》獲得最佳影片、最佳導演、最佳編劇等七個獎項。

## 外部連結
- 互联网电影数据库（IMDb）上《娥摩拉罪惡之城》的资料（英文）
- 爛番茄上《娥摩拉罪惡之城》的資料（英文）
- AllMovie上《娥摩拉罪惡之城》的资料（英文）